# Hôtel de Sens
L'Hôtel de Sens è un palazzo di Parigi situato nel quartiere del Marais, fino al 1366 era conosciuto come Hôtel d'Hestomesnil.
Fino al 1622 la diocesi di Parigi era sotto il controllo dell'arcivescovado di Sens, che aveva quindi in città una residenza, precedentemente sita al 2-8, quai des Célestins, quindi fuori dalle mura di Filippo Augusto.
Il re Carlo V, acquistando questo immobile per il suo Palazzo Saint-Pol, donò in cambio all'arcivescovo l'edificio in rue de Figuier 1.
Tristan de Salazar, arcivescovo di Sens tra il 1475 e il 1519, fece ricostruire il palazzo secondo i suoi gusti di magnificenza.
Nel 1528 il cardinale Antoine Duprat riunisce i suoi vescovi in un concilio  per condannare Lutero.
Enrico IV di Navarra lo regalò a Margherita di Valois, la "regina Margot", sua prima moglie.
Un pesante restauro venne condotto dal 1936 al 1962, marcando l'aspetto fiabesco dell'edificio con le numerose torrette dai tetti appuntiti a cono e comignoli. Al termine dei lavori vi fu collocata la Bibliothéque Forney, specializzata nelle pubblicazioni sull'Arte, dove periodicamente si tengono Esposizioni di artisti.

## Nella cultura di massa
Il palazzo appare nel gioco Assassin's Creed: Unity ambientato nella Parigi della rivoluzione francese.